# Hrenca
Hrenca este o localitate din comuna Maribor, Slovenia, cu o populație de 145 de locuitori.